# Gymnotriclis coscaronorum
Gymnotriclis coscaronorum is een vliegensoort uit de familie van de roofvliegen (Asilidae). De wetenschappelijke naam van de soort is voor het eerst geldig gepubliceerd in 1997 door Artigas & Papavero.